# Елеонора Мері Орд Лорі
Елеонора Мері Орд Лорі (англ. Eleanor Mary Ord Laurie Isserlis, 1919–2009) — британська теріологиня.

## Біографія
Лорі народилася в 1919 році у батьків Елінор Беатріс Орд та Роберта Дугласа Лорі. Її батько був керівником кафедри зоології в Абериствітському університеті з 1918 року до виходу на пенсію в 1940 році.
Лорі очолювала відділ ссавців у Британському музеї природної історії. Вона закінчила коледж Святого Х'ю в Оксфорді в 1942 році зі ступенем магістра наук. У випуску за 1949–1950 роки газета St Hugh's College Chronicle зазначала, що Лорі призначено старшим науковим співробітником Британського музею у відділі зоології. Вона стала членом Лондонського товариства Ліннея в 1950 році; вона вийшла з Товариства в 1958 році.
29 грудня 1949 року вона взяла шлюб з Александром Реджинальдом Іссерліса, який у 1970 році став головним особистим секретарем прем'єр-міністра. У них народилося дві доньки.

## Вшанування
У 2009 році Гелген та Гелген назвали новий вид миші на честь Лорі, Pseudohydromys eleanorae, рекомендуючи загальну назву мохова миша Лорі.

## Вибрані публікації
- Laurie, E. M.; Hill, J. E. (1954). List of land mammals of New Guinea, Celebes and adjacent islands 1758-1952. Trustees of the British Museum.
- Laurie, E. M. O. (1946). The reproduction of the house-mouse (Mus musculus) living in different environments. Proceedings of the Royal Society of London. Series B: Biological Sciences. 133 (872): 248—281. Bibcode:1946RSPSB.133..248L. doi:10.1098/rspb.1946.0012. PMID 20994890.
- Southern, H. N.; Laurie, E. M. O. (1946). The House-Mouse (Mus musculus) in Corn Ricks. The Journal of Animal Ecology. 15 (2): 134. doi:10.2307/1554. JSTOR 1554.
- Laurie, E. M. O. (1946). The Coypu (Myocastor coypus) in Great Britain. The Journal of Animal Ecology. 15 (1): 22—34. doi:10.2307/1622. JSTOR 1622.